# Station Portsmouth and Southsea
Portsmouth and Southsea is een spoorwegstation van National Rail in Portsmouth, Portsmouth in Engeland. Het station is eigendom van Network Rail en wordt beheerd door South Western Railway. 

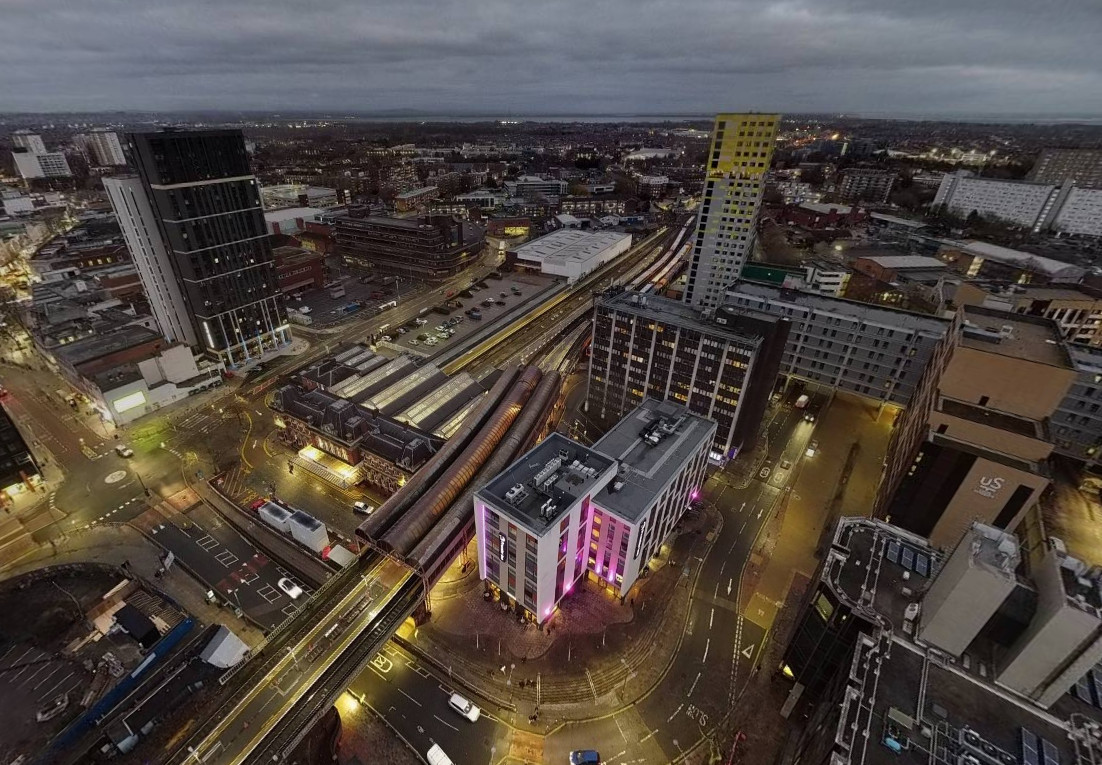
Overzicht